# 자니 맥 브라운

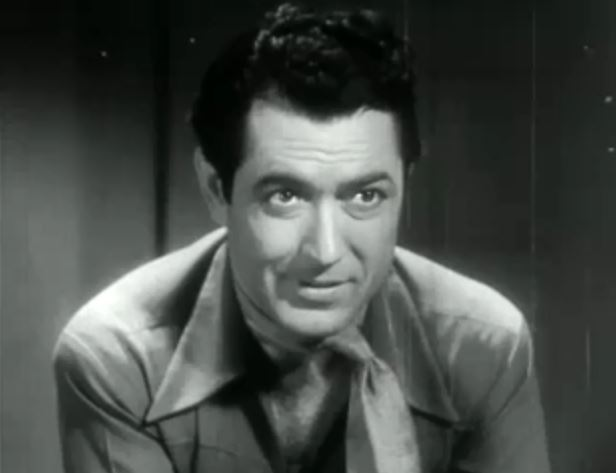

자니 맥 브라운(Johnny Mack Brown, 1904년 9월 1일 ~ 1974년 11월 14일)은 미국의 영화배우이다.
도선에서 태어났으며 우들랜드힐스에서 사망하였다. 포리스트 론 메모리얼 파크에 매장되었다.

## 영화
- 본 투 더 웨스트 (1937년)
- 벨 오브 더 나인티 (1934년)
- 말레이 나이츠 (1932년)
- 배니싱 프론티어 (1932년)
- 빌리 더 키드 (1930년)
- 몬타나 문 (1930년)
- 발리언트 (1929년)
- 코퀘트 (1929년)
- 어 우먼 오브 어페어스 (1928년)
- 아나폴리스 (1928년)